# Lizenzjagdsystem
Als Lizenzjagdsystem oder Patentjagdsystem werden Jagdsysteme beschrieben, in denen der Staat das Jagdrecht besitzt und jeder dazu Berechtigte eine Jagdlizenz bzw. -patent erwerben kann, um ein bestimmtes Jagdgebiet und/oder eine bestimmte Wildart zu bejagen. Als Beispiele gelten die lateinischen und alpinen Kantone der Schweiz, die USA und Kanada. Deutschland und die Kantone der nördlichen Schweiz werden dagegen dem Revierjagdsystem zugerechnet.

## Patentjagd in der Schweiz
Die Patentjagd erlaubt die Jagd auf dem ganzen Gebiet des Kantons, mit Ausnahme der eidgenössischen und der kantonalen Jagdbanngebiete. Die Jäger müssen beim Kanton ein Patent erwerben und dazu die Patentgebühr entrichten. Pro Patent darf eine bestimmte Anzahl Tiere erlegt werden. Die Jagdzeit ist auf wenige Wochen im Herbst beschränkt.
Patentkantone sind Bern, Uri, Schwyz, Obwalden, Nidwalden, Glarus, Zug, Freiburg, Appenzell Ausserrhoden, Appenzell Innerrhoden, Graubünden, Tessin, Waadt, Wallis, Neuenburg und Jura.
Siehe auch: Jagdrecht (Schweiz).